# Ceroxys munda
Ceroxys munda är en tvåvingeart som först beskrevs av Friedrich Hermann Loew 1869.  Ceroxys munda ingår i släktet Ceroxys och familjen fläckflugor. Inga underarter finns listade i Catalogue of Life.